# RSHA
El RSHA, o Reichssicherheitshauptamt (Oficina Central de Seguretat del Reich) era una organització subordinada de les SS. El RSHA va ser creat per Heinrich Himmler el 22 de setembre de 1939 a partir de la fusió del Sicherheitsdienst (SD, o Agència de Seguretat), la Geheime Staatspolizei (Gestapo, Policia Secreta de l'Estat) i la Kriminalpolizei (Policia Criminal). El deure principal de l'organització era lluitar contra tots els enemics del Reich, dins i fora de les fronteres de l'Alemanya Nazi. Dins de la relació d'enemics s'incloïen jueus, gitanos i altres indesitjables racials, així com als comunistes i d'altres membres d'organitzacions secretes com els francmaçó; a causa del fet que el RSHA coordinava activitats d'un gran nombre d'agències diferents amb responsabilitats molt diverses.
El primer director del RSHA va ser SS-Obergruppenführer Reinhard Heydrich, que encapçalà l'organització fins al seu assassinat el 4 de juny de 1942. El SS-Obergruppenführer Dr. Ernst Kaltenbrunner el substituí per a la resta de la Segona Guerra Mundial. El director del RSHA supervisava les esquadres de la mort dels Einsatzgruppen, que seguien a l'exèrcit als territoris orientals.
L'acrònim pel director era 'CSSD': Chef der Sicherheitspolizei und des SD (Cap de la Policia de Seguretat i del Servei de Seguretat).

## Organització
L'organització estava dividida en 7 oficines (o Ämter):
- Amt I, Personal i Organització, comandat pel SS-Brigadeführer Bruno Streckenbach
- Amt II, Administració, Legal i Finances, comandat pel SS-Standartenführer Dr. Hans Nockemann.
- Amt III, SD de l'Interior, comandat pel SS-Gruppenführer Otto Ohlendorf, que també s'ocupava dels alemanys ètnics de fora de les fronteres del Reich de preguerra, així com dels afers de cultura.
- Amt IV, Geheime Staatspolizei (Gestapo), comandat pel SS-Gruppenführer Heinrich Müller. El SS-Obersturmbannführer Adolf Eichmann, un dels principals arquitectes de l'Holocaust estava al capdavant de la secció del Amt IV anomenada Referat IV B4.
- Amt V, Kriminalpolizei (Kripo), comandat pel SS-Gruppenführer Arthur Nebe. Aquesta branca era la Policia Criminal, que s'ocupava dels crims no-polítics, com violacions, assassinats, incendiaris, etc.
- Amt VI, Ausland-SD, comandat pel SS-Brigadeführer Heinz Jost i posteriorment pel SS-Brigadeführer Walter Schellenberg. Era el servei d'intel·ligència exterior de les SS.
- Amt VII, Informes escrits, comandat pel SS-Brigadeführer Professor Dr. Franz Six. Era responsable de les tasques ideològiques, com la creació de la propaganda antisemítica o antimassònica.

L'Amt IV (la Gestapo) i l'Amt V (la Kripo) formaven la Policia de Seguretat (Sicherheitspolizei — Sipo). Va ser la Sipo qui realitzà la major part del treball en cercar als jueus, gitanos i d'altres marcats com a enemics del Reich per deportar-los als camps de concentració i d'extermini a la Polònia ocupada i a Ucraïna.
El RSHA també subministrà forces de seguretat, segons les necessitats del moment, als Comandants de les SS i de la Policia locals.